# Moravská Nová Ves
Moravská Nová Ves, bis 1911 Nová Ves (deutsch Mährisch Neudorf, bis 1911 Neudorf) ist eine Minderstadt in Tschechien. Sie liegt zehn Kilometer südwestlich von Hodonín und gehört zum Okres Břeclav.

## Geographie

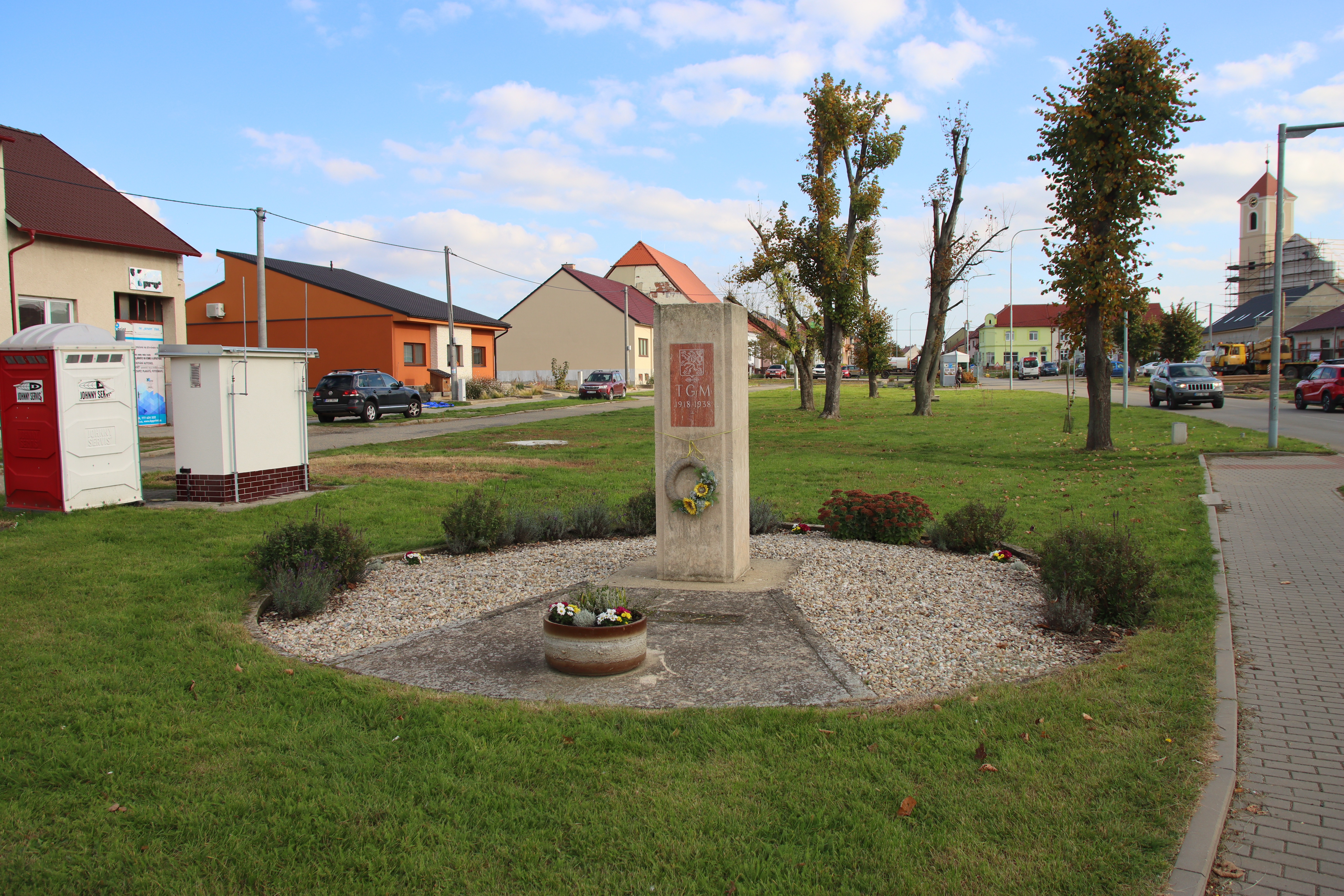
Ortszentrum

Moravská Nová Ves befindet sich auf einer Terrasse rechtsseitig über der Kyjovka im Dolnomoravský úval (Südliches Marchbecken). Westlich des Ortes fließt die Svodnice. Südlich erhebt sich die Stará hora (199 m) und im Nordwesten die Jochy (Jochfeld, 207 m). Sechs Kilometer östlich von Moravská Nová Ves bildet die March die Grenze zur Slowakei, dicht an der Grenze befindet sich das Nationaldenkmal Mikulčice-Valy. Nördlich des Ortes verläuft die Straße I/55 zwischen Břeclav und Hodonín. Im südöstlichen Teil wird Moravská Nová Ves von der Bahnstrecke Břeclav-Hodonín durchquert, dort befindet sich auch ein Bahnhof.
Nachbarorte sind Josefov und Dolní Bojanovice im Norden, Mikulčice und Těšice im Nordosten, Holíč und Kopčany im Osten, Cunín und Gbely im Südosten, Týnec im Süden, Hrušky im Südwesten, Ladná im Westen sowie Prechov, Filiálka, Moravský Žižkov und Prušánky im Nordwesten.

## Geschichte
Archäologische Funde auf dem Gebiet der Gemeinde belegen eine bronzezeitliche Besiedlung durch Angehörige der Glockenbecherkultur. Zur Zeit des Großmährischen Reiches befand sich im 9. Jahrhundert östlich zwischen den Flussarmen der March eine der bedeutendsten Festungsanlagen, deren Name nicht überliefert ist.
Die erste schriftliche Erwähnung der dem Zisterzienserkloster Velehrad gehörigen Ansiedlung Walterstoph und der Pfarrkirche Jakobus des Älteren erfolgte 1261 in einer Besitzbestätigungsurkunde des Papstes Alexander IV. Im Jahre 1265 wurde das Dorf als Waltersdorf bezeichnet. Waltersdorf war im Zuge der Kolonisationstätigkeit der Zisterzienser angelegt worden und wurde durch den Orden des Öfteren verpfändet. König Ottokar II. Přemysl bestätigte 1270 dem Kloster ebenfalls den Besitz der Güter und Pfarrer von Waltersdorf. Die Lage dicht an der ungarischen Grenze führte dazu, dass Waltersdorf oftmals bei Kriegs- und Raubzügen geplündert und zerstört wurde. Zum Ende des 13. Jahrhunderts lagen die Dörfer Waltersdorf, Dluhonice, Doublý, Steklice und Soběkury wüst, letztere Orte wurden nie wieder besiedelt. Im Jahre 1317 kaufte Otto von Parz (Otto de Parcz) zusammen mit seinen Söhnen Kadold und Otto dem Kloster die Waltersdorfer Güter ab und ließ das Dorf wieder erneuern. Kurz darauf wurde der Ort beim Einfall Matthäus Csáks von Trenčín erneut zerstört. Es wird angenommen, dass das alte Waltersdorf weiter östlich dicht an der Grenze gestanden war.
Das Kloster erwarb später die Güter zurück und begann an neuer Stelle wiederum mit der Besiedlung. Dabei wurden nun entlang des vom ungarischen Kopčany durch die March nach Mähren führenden Weges Hofstellen angelegt, sodass der neue Ort den Charakter eines Straßendorfes erhielt. Sein Zentrum bildete der Dorfplatz an der Kreuzung mit dem Handelsweg von Břeclav nach Hodonín, an dem zunächst ein Freigericht und später eine kleine Kirche errichtet wurden. Auch der klösterliche Hof wurde wieder erneuert. Zu den neuen Siedlern gehörten neben Bauern auch sieben Fischer. Im Zuge der Gründung des neuen Dorfes entstand wahrscheinlich auch der seit 1384 nachweisbare Ortsname Noveville. Im Zuge der Machtkämpfe nach der Absetzung König Wenzels wurde Noveville 1404 beim Einfall eines ungarischen Heeres unter König Sigismund erneut niedergebrannt. Das Kloster überließ die abseits seiner anderen Besitzungen gelegenen verödeten Waltersdorfer Güter 1410 dem Olmützer Kapitel. Dieses ließ das wüste Dorf wiederbesiedeln. Die neuen Siedler waren wahrscheinlich Tschechen und der Ort wurde als Nová Ves bezeichnet. Nachfolgend wechselten die Besitzer von Nová Ves oftmals bis 1528 Johann d. Ä. von Zierotin die Güter erwarb und an seine Herrschaft Lundenburg anschloss. In der zweiten Hälfte des 16. Jahrhunderts siedelten sich in Nová Ves Habaner an. Beim Einfall der ungarischen Aufständischen unter Stephan Bocskai wurde Nová Ves im Mai 1605 zusammen mit Týnec, Hrušky, Tvrdonice und Stará Břeclav niedergebrannt und die Bewohner massakriert oder verschleppt. Zu Beginn des Dreißigjährigen Krieges plünderten kaiserliche Truppen die ganze Gegend. Nach der Schlacht am Weißen Berg wurde 1620 das Vermögen des Ladislav Velen von Zierotin konfisziert. Neue Besitzerin der Herrschaft Lundenburg wurde 1624 Esther Gräfin von Meggau und nach ihr Jacob Graf Kuen von Bellassy, von dem sie 1638 Karl Eusebius von Liechtenstein erwarb. 1644 wurde die geistliche Betreuung des Dorfes den Čejkovicer Jesuiten übertragen. Seit 1653 war Nová Ves nach Mikulčice gepfarrt. Während des Krieges verödete das Dorf. Im Hufenregister von 1656 sind für Nová Ves lediglich 42 der 110 Anwesen als bewirtschaftet ausgewiesen. Nachdem die Türken 1683 Mikulčice niedergebrannt hatten und dabei auch die Kirche und Pfarrhaus zerstört wurden, ließ der Kirchenpatron Johann Adam Andreas von Liechtenstein die Pfarre nach Nová Ves verlegen. Eingepfarrt waren Těšice, Lužice, Mikulčice, Tvrdonice, Týnec, Kostice, Hrušky, Opatovice und Kukvice.
Erneut verwüstet wurde Nová Ves in der ersten Hälfte des 18. Jahrhunderts. Die Liechtensteiner errichteten im 18. Jahrhundert in Hrušky einen Dominikalhof, auf dem die Untertanen von Hrušky, Nová Ves und Týnec ihre Frondienste zu leisten hatten. Die Verarmung der Bewohner sowie die Erhöhung der Frondienste und Lasten führten 1738 in Nová Ves zu einem Aufstand der Untertanen, der sich auf Týnec und Hrušky ausdehnte und durch das Militär niedergeschlagen wurde. Die Abschaffung der Leibeigenschaft und das Toleranzpatent führten zum Ende des 18. Jahrhunderts zu einer Bevölkerungszuwanderung in Nová Ves. Im Jahre 1791 hatte Nová Ves über 1200 Einwohner und bestand aus 121 Häusern.
Im Jahre 1807 erhob Kaiser Franz I. Nová Ves zum Marktflecken und bewilligte die Abhaltung von jährlich drei Märkten.
Am 1. Mai 1841 nahm die Kaiser Ferdinands-Nordbahn den Verkehr auf der Strecke Lundenburg-Olmütz auf. Nach der Erhebung des Kaplanats Mikulčice verringerte sich der Pfarrsprengel Nová Ves 1843 um die Dörfer Mikulčice, Těšice und Lužice. Bis zur Mitte des 19. Jahrhunderts blieb Nová Ves immer den Fürsten von Liechtenstein untertänig.
Nach der Aufhebung der Patrimonialherrschaften bildete Nová Ves / Neudorf ab 1850 eine Marktgemeinde im Bezirk Hodonín. In dieser Zeit begann auch der Weinbau. Während des Deutschen Krieges wurde Nová Ves am 16. Juni 1866 von preußischen Truppen besetzt, die die Cholera einschleppten. Im Jahre 1900 lebten in den 476 Häusern von Nová Ves knapp 2400 Menschen. Zur Unterscheidung von zahlreichen gleichnamigen Ortschaften wurde der Ortsname im Jahre 1911 um das Attribut Moravská / Mährisch erweitert. Nach dem Ersten Weltkrieg zerfiel der Vielvölkerstaat Österreich-Ungarn, der Markt wurde 1918 Teil der neu gebildeten Tschechoslowakischen Republik. Beim Zensus von 1921 lebten in den 557 Häusern von Moravská Nová Ves 2883 Personen, darunter 2849 Tschechen und 20 Deutsche. 1945 wurden die Fürsten von Liechtenstein enteignet. Der Status eines Městys wurde 1948 nicht erneuert. 1949 wurde die Gemeinde dem Okres Břeclav zugeordnet. Seit 1999 führt Moravská Nová Ves ein Wappen und Banner. Seit dem 12. April 2007 ist Moravská Nová Ves wieder ein Městys.
In der Umgebung von Moravská Nová Ves erstreckt sich eine Erdöl- und Erdgaslagerstätte. Nördlich und südlich des Ortes befinden sich Weinberge. Südöstlich von Moravská Nová Ves wurde früher in den Marchauen zwischen Kyjovka und March Kies abgebaut, hier befindet sich ein 120 ha großer Baggersee mit einer ausgedehnten Insel.
Am 24. Juni 2021 richtete ein Tornado in Moravská Nová Ves schwere Verwüstungen an.

## Ortsgliederung
Für den Městys Moravská Nová Ves sind keine Ortsteile ausgewiesen.

## Sehenswürdigkeiten
- Pfarrkirche Jakobus des Älteren, erbaut 1770–1773 anstelle eines gotischen Kirchleins, von dem der Turm erhalten blieb. Der Kirchenbau wurde größtenteils durch Josef Wenzel von Liechtenstein finanziert.
- Statue des hl. Johannes von Nepomuk
- St.-Annen-Säule
- Nationaldenkmal Mikulčice-Valy, östlich des Ortes